# Trần Đình Sơn (giáo sư)
Trần Đình Sơn là một giáo sư tiến sĩ Người Pháp gốc Việt . Ông là một trong những nhà khoa học hàng đầu của Pháp trong lĩnh vực nghiên cứu hạt nhân, ứng dụng cho y học. Ông nguyên Trưởng phòng nghiên cứu hạt nhân của Trung tâm nghiên cứu nguyên tử Saclay .

## Sự nghiệp
Giáo sư Trần Đình Sơn sinh ngày 28 tháng 8 năm 1939 tại Cảnh An, xã Phước Thành, huyện Tuy Phước, tỉnh Bình Định .
Năm 1964, ông đậu cử nhân giáo khoa ngành Vật lý học tại Đại học Khoa học Sài Gòn và được học bổng du học ở Pháp. Ông theo học Đại học Sorbonne, Paris và thực tập tại Trung tâm nguyên tử Saclay. Năm 1967, Trần Đình Sơn đậu Tiến sĩ đệ tam cấp quốc gia nguyên tử lực của Cộng hòa Pháp. Năm 1970 ông đậu tiến sĩ quốc gia nguyên tử lực của Cộng hòa Pháp.
Năm 1970, ông làm việc tại Trung tâm nghiên cứu nguyên tử Saclay cho đến khi về hưu.
Ông mất ngày 14 tháng 7 năm 2012 tại Paris, Pháp. Thi hài giáo sư Trần Đình Sơn được an táng tại Núi Thơm, thôn Cảnh Vân, xã Phước Thành, huyện Tuy Phước ngày 28 tháng 7 năm 2012 theo nguyện vọng của ông .

## Công trình
Ông đã xuất bản 2 tập sách về công trình nghiên cứu: Phổ cộng hưởng từ hạt nhân .

## Vinh danh
- Năm 1995: Ông được phong tặng Viện sĩ Hàn lâm khoa học New York [2].